# Tisiphone abeona
Tisiphone abeona is een vlinder uit de onderfamilie Satyrinae van de familie Nymphalidae. De soort is endemisch in Australië.
Als waardplant gebruikt de rups soorten Ghania.
De vleugels van de imago zijn bruin, en hebben een spanwijdte van ongeveer 6 cm. Over de voorvleugel loopt een brede gele band. Aan de onderzijde hebben alle vleugels twee oogvlekken, aan de bovenzijde op de voorvleugel twee en op de achtervleugel een. De onderzijde van de vleugels heeft bovendien wat witte tekening.

## Ondersoorten
- Tisiphone abeona abeona
- Tisiphone abeona albifascia Waterhouse, 1904[1]
- Tisiphone abeona antoni Tindale, 1947
- Tisiphone abeona aurelia Waterhouse, 1915
- Tisiphone abeona joanna (Butler, 1866)
- Tisiphone abeona morrisi Waterhouse, 1914
- Tisiphone abeona rawnsleyi (Miskin, 1876)
- Tisiphone abeona regalis Waterhouse, 1928